# Костычево (Акмолинская область)
Костычево (каз. Костычево) — село в Жаркаинском районе Акмолинской области Казахстана. Административный центр Костычевского сельского округа. Код КАТО — 115451100. 

## География
Село расположено в 28 км на северо-запад от центра района города Державинск.

### Улицы
- переулок Торговый,
- ул. 50 лет октября,
- ул. Комсомольская,
- ул. Мира,
- ул. Молодежная,
- ул. Московская,
- ул. Набережная,
- ул. Новая,
- ул. Новостроечная,
- ул. Хлебная,
- ул. Целинная.

### Ближайшие населённые пункты
- село Донское в 3 км на севере,
- село Гастелло в 25 км на юго-востоке.

## История
Село построено на месте бывшего переселенческого поселения Ново-Лохвицкое. Поселение функционировало с 1907 по 1912 г.г. Причиной отъезда крестьян послужила отдаленность от волостного и уездного центров. С организацией целинного совхоза имени Костычева 30.12.1954 года здесь была центральная усадьба.

## Население
В 1989 году население села составляло 748 человек (из них русских 50%).
В 1999 году население села составляло 551 человек (275 мужчин и 276 женщин). По данным переписи 2009 года, в селе проживало 478 человек (246 мужчин и 232 женщины).
| Численность населения | Численность населения | Численность населения |
| 1989                  | 1999                  | 2009                  |
| --------------------- | --------------------- | --------------------- |
| 748                   | ↘551                  | ↘478                  |